# Panjunan (Kota Kudus)
Panjunan is een bestuurslaag in het regentschap Kudus van de provincie Midden-Java, Indonesië. Panjunan telt 3116 inwoners (volkstelling 2010).